# إفرام مبوم
إفرام مبوم (بالفرنسية: Ephrem M'Bom)‏ (1954 - 2020)، هو لاعب كرة قدم، لعب مع منتخب الكاميرون لكرة القدم. سبق له أن لعب في كأس العالم لكرة القدم مع منتخب بلاده.

## روابط خارجية
- إفرام مبوم على موقع الاتحاد الدولي (مؤرشف)  (الإنجليزية)
- إفرام مبوم على موقع قاعدة بيانات كرة القدم.إي يو (الإنجليزية)
- إفرام مبوم على موقع ناشيونال فوتبول تيمز (الإنجليزية)
- إفرام مبوم على موقع عالم كرة القدم.نت (الإنجليزية)